# Jean-Alfred Fournier

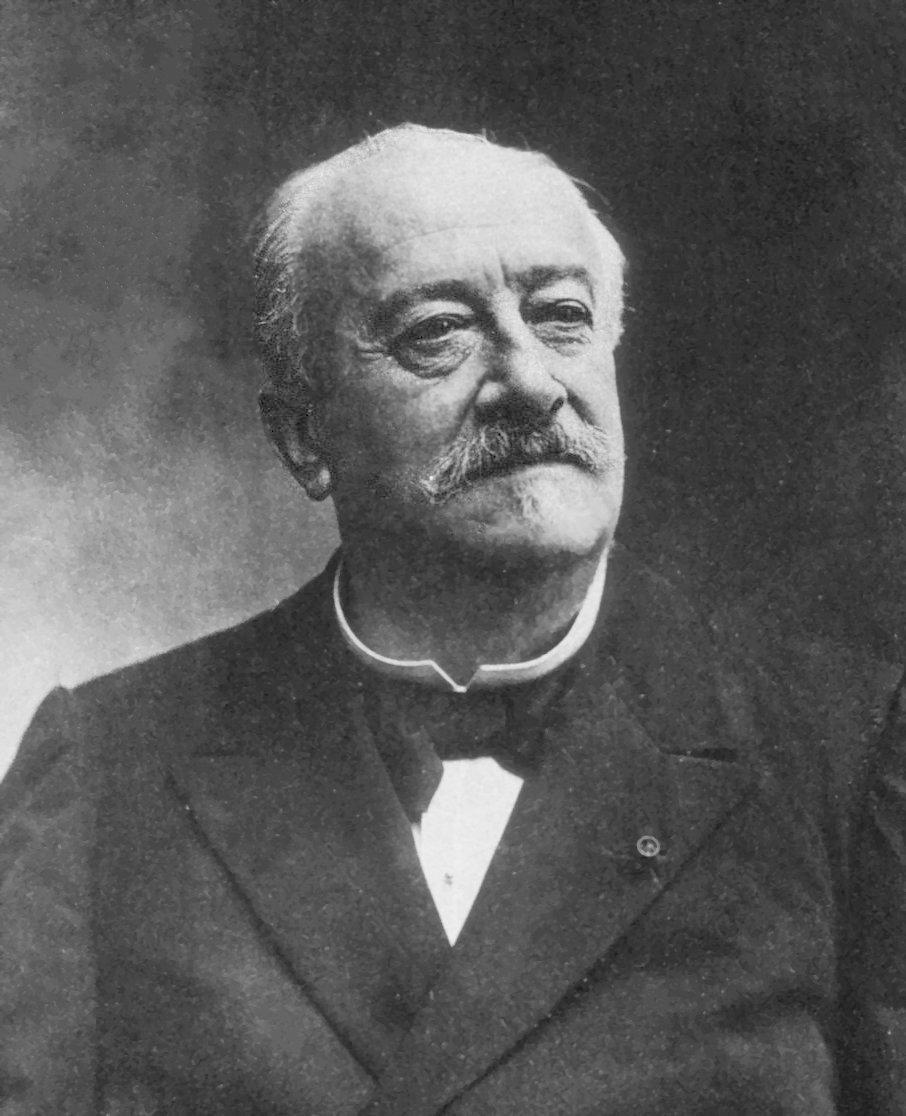
Jean-Alfred Fournier.

Jean-Alfred Fournier, född 12 mars 1832 i Paris, död där 23 december 1914, var en fransk läkare.
Fournier blev medicine doktor 1860 och var 1879–1905 professor vid medicinska fakulteten i Paris. Han var en av sin tids främsta syfilidologer och utgav i sin vetenskap en stor mängd värdefulla skrifter, bland vilka Syphilis et mariage (1880) översattes till svenskan ("Syfilis och äktenskap", 1882).